# Збройні сили Перу

Військовий прапор Перу

Збройні сили Перу (ісп. Fuerzas Armadas del Perú) — сукупність військ Республіки Перу, призначена для захисту свободи, незалежності і територіальної цілісності держави. Складаються з сухопутних військ, військово-морських сил та повітряних сил.